# Quai Émile-Duchemin
 (janvier 2022).
Si vous disposez d'ouvrages ou d'articles de référence ou si vous connaissez des sites web de qualité traitant du thème abordé ici, merci de compléter l'article en donnant les références utiles à sa vérifiabilité et en les liant à la section « Notes et références ».
Le quai Émile-Duchemin est une voie publique de la commune de Rouen.

## Situation et accès
Le quai Émile-Duchemin est situé à Rouen. Il assure la continuité du quai Ferdinand-de-Lesseps.

## Origine du nom
Le quai porte le nom du président de la Chambre de commerce et d'industrie de Rouen de 1891 à 1897.

## Bâtiments remarquables et lieux de mémoire
S'y trouvent le musée maritime fluvial et portuaire de Rouen (ancien hangar 13 de 1926 occupé en dernier lieu par l'armement Charles Schiaffino, vins et agrumes) ainsi que château d'eau-marégraphe.
Le bureau du port de plaisance y est domicilié. 
Les croisiéristes dont les paquebots font escale à Rouen sont accueillis dans une structure légère faisant office de terminal passagers.
La foire Saint-Romain investit les lieux chaque année en novembre.
Au no 23 se tenait le « Hangar 23 », composante du théâtre de l'Étincelle jusqu'en janvier 2016.
En 1935, les bananes en provenance des Antilles sont déchargées sur ce quai, équipé en apparaux spécifiques, où la Petite Terre vient s'amarrer depuis deux ans. Ce navire, portant le nom de l'archipel guadeloupéen, assure 22 % de part du marché des importations françaises en 1938. Cette année-là, Robert Dasché (qui sera président du Photo-club rouennais au même titre que Bernard Lefebvre) réalise un court métrage montrant le trafic portuaire des bananes.